# 3Abschied
Pour les articles homonymes, voir Abschied.
3Abschied est un ballet de danse contemporaine des chorégraphes Anne Teresa De Keersmaeker et Jérôme Bel écrit en 2009 pour une danseuse et orchestre de chambre. La création mondiale a eu lieu le 16 février 2010 à La Monnaie de Bruxelles.

## Historique
Cette pièce est le résultat de la collaboration d'Anne Teresa De Keersmaeker avec le chorégraphe français Jérôme Bel, l'un des chefs de file du mouvement de la non-danse, qui développèrent ensemble un concept chorégraphique autour du Chant de la Terre (1907) de Gustav Mahler (sur un livret poétique tiré de La Flûte chinoise d'Hans Bethge) réduit à sa dernière partie l'Abschied (en français « l'adieu ») pour réaliser un solo pour danseuse.
Si lors de sa précédente chorégraphie, The Song (2009), Anne Teresa De Keersmaeker avait laissé l'entière place à la danse, s'abstenant d'utiliser de la musique pour la première fois de sa carrière, pour 3Abschied c'est pratiquement l'approche inverse qui est proposée avec la danse qui occupe une très minime place au profit d'une lecture très personnelles des deux chorégraphes sur l'œuvre de Mahler.

## Structure
La pièce se construit en trois temps différents. Après l'écoute d'un enregistrement de Der Abschied par Bruno Walter et Kathleen Ferrier, De Keersmaeker présente au public lors d'un long discours l'origine et les raisons de son envie de chorégraphier cette œuvre. Elle explique que sa découverte, comme souvent dans le domaine musical, est due à Thierry De Mey avec lequel elle collabore depuis le début de sa carrière. Après avoir pensé dans un premier temps travailler avec Daniel Barenboim, elle se résout à utiliser une plus petite formation, l'ensemble Ictus et la transcription qu'Arnold Schoenberg a faite de l'œuvre en 1921 pour une formation de musique de chambre. Ne souhaitant pas avoir recours à des sur-titrages pour la traduction des paroles du poème symphonique, elle invite le public à lire précédemment le texte présent dans le programme afin de prendre connaissance de la nature du sujet : la mort et une ode à la Terre avant de la quitter.
La pièce d'un point de vue musical et chorégraphique débute à ce moment, avec De Keersmaeker dansant en solo sur le petit espace laissé par l'ensemble Ictus, jouant l'œuvre, et entre les membres de la formation. Le premier « adieu » fini, Jérôme Bel intervient alors en montant sur scène et en expliquant les raisons pour lesquelles De Keersmaeker ne danse pas les cinq dernières minutes de l'œuvre, sur l'ultime strophe poétique qui est de la main de Mahler et non d'Hans Bethge. Il décrit qu'une des hypothèses de travail était de faire sortir à ce moment un à un les musiciens, et propose au public d'assister au résultat. Après cette présentation, il présente au public une autre hypothèse de travail,  humoristique cette fois, qui était de faire « mourir » un à un les musiciens. L'ensemble Ictus présente également le résultat du second « adieu ». Viens enfin le troisième « adieu » où Bel explique qu'alternativement et « en secret » De Keersmaeker a travaillé avec le pianiste à une troisième option où elle danse mais aussi chante en même temps l'Abschied de Mahler qu'elle donne alors à voir au public, concluant la pièce.

## Accueil critique
Peu de critiques ont été publiées sur cette pièce. De ce travail ressort une « impression d’inaboutissement » proposant « au spectateur une séance de travail exploratoire, un brouillon » mais suggérant toutefois que « De Keersmaeker fournit ici un profond travail de réflexion sur les limites, la finalité, les moyens de la danse aujourd’hui ». Rosita Boisseau pour Le Monde juge toutefois que De Keersmaeker pour « trouver les mouvements pour évoquer la mort » utilise « toute la finesse de cette pièce-laboratoire de jouer à la fois sur le contact avec le public et la distance de la représentation » afin de « conserve[r] son impact philosophique et émotionnel. »

## Fiche technique
- Chorégraphie : Anne Teresa De Keersmaeker et Jérôme Bel
- Danseuse à la création : Anne Teresa De Keersmaeker
- Musique : Der Abschied du Chant de la Terre de Gustav Mahler dans une transcription d'Arnold Schoenberg. La musique est jouée par l'Ensemble Ictus sous la direction musicale de Georges-Élie Octors avec le pianiste Jean-Luc Fafchamps et la mezzo-soprane Sara Fulgoni ou Ursula Hesse von den Steinen.
- Production : Compagnie Rosas avec La Monnaie de Bruxelles, l'Opéra de Lille, le Sadler's Wells Theatre de Londres, le Theater an der Wien, le Théâtre de la Ville de Paris dans le cadre du Festival d'automne à Paris, et le Hellerau European Center for the Arts de Dresde.
- Durée : 1 h 45
- Première : 16 février 2010 à La Monnaie de Bruxelles.
- Représentations :